# Río Rezovo
El río Rezovo, también Rezovska, Rezvaya o Rezve (en búlgaro: Резовска река, Rezovska reka; en turco: Mutludere nehri) es un corto río costero del mar Negro localizado en la parte más sureste de Bulgaria y el norte de la Tracia oriental (Turquía europea).
Tiene 112 km de longitud. Nace en la parte turca de los montes Strandzha al este de Kofçaz bajo el nombre de Paspalderesi. Fluye en líneas generales hacia el este y después de Paspala se convierte en un río fronterizo entre los dos países hasta su desembocadura en el mar Negro en Rezovo, que constituye el punto más meridional de la costa búlgara del mar Negro y el punto más septentrional del litoral turco, así como el punto más meridional de Bulgaria y el punto más nororiental de la Tracia turca. La cuenca del río Rezovo abarca 738 km², de los que 555 están en Turquía. Su afluente más largo es el río Velika.
La frontera en la desembocadura del río Rezovo fue el objeto de una disputa territorial menor entre Bulgaria y Turquía, que se resolvió en los años 1990. Como resultado de un acuerdo entre los dos países el 6 de mayo de 1992 (ratificado por Bulgaria en 1998), Bulgaria recibió una pequeña zona terrestre de varios kilómetros cuadrados en la bahía de Rezovo a cambio de zona acuática en la plataforma continental.